# 양퉁수
양퉁수(중국어 간체자: 杨童舒, 정체자: 楊童舒, 병음: Yáng Tóngshū, 한자음: 양동서, 본명: 양류(중국어 간체자: 杨柳, 정체자: 楊柳, 병음: Yáng Liǔ), 1975년 5월 7일 ~ )는 중국의 배우이다.

## 출연작

### 드라마
- 2014년 광둥 위성 텔레비전 활력극장 《용사지성》 - 천지엔 역
- 2016년 CCTV-1 제일특약극장 《팽덕화원수》 - 푸안슈 역
- 2017년 산동 위성 텔레비전 화양극장 《황대니》 - 한빙 역
- 2019년 안후이 위성 텔레비전 해돈제일극장 《황토고전》 - 현위서기 역
- 2019년 텐센트 웹 드라마 《극한17: 우니동행》 - 천린 역
- 2019년 베이징 텔레비전 품질극장 《외교풍운》 - 왕광메이 역
- 2019년 CCTV-8 황금강당극장 《도시일가인》 - 쉬메이 역
- 2019년 장쑤 위성 텔레비전 행복극장 《산월부지심저사》 - 하후이잉 역
- 2020년 장쑤 위성 텔레비전 행복극장 《환몰애구》 -  선지에 역
- 2020년 후난위성텔레비전 금응독파극장 《이가인지명》 - 천팅 역
- 2021년 텐센트 웹 드라마 《아화아적시광소년》 - 곽흔우 역
- 2021년 유쿠 웹드라마 《상유》 - 리샤오홍 역
- 2021년 유쿠 웹드라마 《여심리사》 - 푸탕 역
- 2022년 아이치이 웹드라마 《아맥종군》 - 전소파 역
- 2023년 CCTV-1 제일특약극장 《허니만가등화》 - 리우윈저 역
- 2023년 저장 위성 텔레비전 중국람극장 《영왕직전》 - 하오디 역